# ドクター・ドリトル4
『ドクター・ドリトル4』（Dr.Dolittle: Tail to the Chief）は、2008年にビデオ映画として発売されたアメリカ合衆国の映画作品。
1998年公開の劇場映画『ドクター・ドリトル』から始まるシリーズ作品の第4弾で、2006年発売の前作『ドクター・ドリトル3』に続きビデオ映画として製作されている。日本では2010年にDVDが発売された。

## あらすじ
父・ジョンと同様に獣医師を志して勉強を始めたマヤ・ドリトルの元へ、大統領から依頼が舞い込んで来る。その内容は、大統領の飼い犬（ファースト・ドッグ）・デイジーの行儀が余りにも悪いので手を焼いており、しつけを仕込んで礼儀正しい犬にして欲しいというものであった。父は海外出張の為に不在で代役としてマヤがワシントンへ赴いたものの、ホワイトハウスでは米国との熱帯雨林保護条約調印の為にカルンプール国の皇太子が間もなく来訪すると知らされて愕然。果たして、マヤは条約の調印式が執り行われる当日までにデイジーを立派なファースト・ドッグに出来るのであろうか?

## キャスト
| 役名                     | 俳優                     | 吹き替え |
| 役名                     | 俳優                     | DVD版    |
| ------------------------ | ------------------------ | -------- |
| マヤ・ドリトル           | カイラ・プラット         | 小島幸子 |
| スターリング大統領       | ピーター・コヨーテ       | 小川真司 |
| コール・フレッチャー     | ニオール・マッター       | 阪口周平 |
| ドリアン                 | マルコム・スチュワート   | 梅津秀行 |
| コートニー・スターリング | エリス・ゲイティエン     | 小松由佳 |
| 犬のデイジー（声）       | ジェニファー・クーリッジ | 宮寺智子 |
| 酔っ払いサル（声）       | フィル・プロクター       | 後藤敦   |

その他の日本語吹替：浅野まゆみ、西宏子、小森創介、緒方賢一、清水明彦、島田敏、白熊寛嗣、牛越恵美、赤池裕美子、園部好德、日向とめ吉、櫛田泰道、近藤隆
日本語版制作スタッフ
演出：杉本理子、翻訳：村上美智子、調整：北浦祥子、制作：ACクリエイト